# ديان بوديتش
ديان بوديتش (بالإنجليزية: Dean Bowditch)‏ (15 يونيو 1986 بهارلو في المملكة المتحدة - ) هو لاعب كرة قدم بريطاني في مركز الهجوم. شارك مع منتخب إنجلترا تحت 16 سنة لكرة القدم ومنتخب إنجلترا تحت 17 سنة لكرة القدم ومنتخب إنجلترا تحت 19 سنة لكرة القدم. أما مع النوادي، فقد لعب مع إيبسويتش تاون وبرايتون أند هوف ألبيون وميلتون كينز دونز ونادي برينتفورد ونادي بيرنلي ويوفل تاون ونادي نورثامبتون تاون وويكمب وندررز.

## وصلات خارجية
- ديان بوديتش على موقع قاعدة بيانات كرة القدم.إي يو (الإنجليزية)
- ديان بوديتش على موقع Soccerbase.com (لاعب) (الإنجليزية)
- ديان بوديتش على موقع Soccerway.com (الإنجليزية)